# Шампань — Арденны
Шампа́нь — Арде́нны (фр. Champagne-Ardenne) — бывший регион на северо-востоке Франции. С 1 января 2016 года является частью региона Гранд-Эст. Регион граничил с Бельгией на севере, с регионами Пикардия и Иль-де-Франс на западе, с Бургундией на юге, а на востоке — с регионами Франш-Конте и Лотарингия.
Имея 1 336 053 жителей (2011), регион входил в число пяти самых малонаселённых регионов Франции и был единственным регионом, где в период с 1999 по 2006 годы было зафиксировано снижение численности населения. Административным центром региона являлся город Шалон-ан-Шампань, при том, что города Реймс (218 000 жителей) и Труа (130 000 жителей) были более населёнными и имели бо́льшую значимость.
Имея общую площадь 25 606 квадратных километров, рельеф региона Шампань — Арденны имеет как равнинную местность с известняковой почвой, известную как «Champagne crayeuse», так и возвышенности арденнского кряжа на севере. На территории региона находятся прославленные виноградники Шампани.

## География
Площадь территории 25 606 км². Через него протекают реки Сена, Марна и Эна. Самый крупный город — Реймс.

## История региона
Название региона Шампань — Арденны объясняется тем, что при его формировании в него вошла большая часть земель исторической области Шампани, а также несколько небольших участков, расположенных в долине реки Маас, возле Арденнского горного массива.
Начиная с древних времён регион Шампань — Арденны отмечен множеством значительных исторических событий:
- В романскую эпоху город Реймс (в то время Durocortorum) находился на пересечении главных транспортных путей и был самым густонаселённым городом к северу от Рима;
- В эпоху раннего средневековья на Рождество 496 года (по разным источникам с 496 по 506 год) великий король франков из династии Меровингов Хлодвиг I был крещён рукой Святого Ремигия в раннехристианском кафедральном соборе в Реймсе. С тех пор Реймс стал городом, где короновались все короли Франции вплоть до Карла X;
- В 999 году архиепископ Реймса Герберт Орильякский был избран папой римским под именем Сильвестра II; он был другом императора Священной Римской империи Оттона III;
- В конце XII—XIV веках провинция Шампань стала известна благодаря своим ярмаркам: в городах Ланьи-сюр-Марн (на территории современного региона Иль-де-Франс), Провен, Труа, и Бар-сюр-Об, располагавшихся на двух крупных паломнических маршрутах, шедших в Рим;
- 20 сентября 1792 года произошло сражение при Вальми; первая военная победа молодой французской республики;
- Шестидневная война Наполеона в 1814 году;
- В 1870 году в Арденнах произошла самая знаменитая битва Франко-прусской войны, Битва при Седане;
- Во время Первой мировой войны через Арденны проходило вторжение вражеских войск (в несуществующем в наше время городе Шарлевиль располагалась штаб-квартира прусского кронпринца), а на землях Шампани располагался театр военных действий в ходе Первой битвы на Марне (1914 год) и в ходе Второй битвы на Марне в 1918 году;
- Во время Второй мировой войны через Арденны проходило вторжение нацистских армий и здесь были ожесточённые сражения в 1940 году (поражение французов); в 1944 году на этих землях проходила Арденнская операция;
- Церемония примирения между Францией и Германией состоялась в кафедральном соборе в Реймсе, на которой присутствовали президент Франции Шарль де Голль и канцлер Германии Конрад Аденауэр; церемонию освятил кардинал Франсуа Марти;
- В 1996 году папа Иоанн Павел II посетил Реймс с визитом в честь 1500-летия крещения Святым Ремигием короля Хлодвига I и его войска.

## Административное деление
Регион состоит из четырёх департаментов: Арденны, Об, Марна и Верхняя Марна.

## Транспортная система

### Автомобильные магистрали
Протяжённость автомагистральной сети региона составляет в общей сложности 560 километров. Имеется пять основных направлений:
- Магистраль A4 Париж — Страсбург проходит через агломерацию Реймса;
- Магистраль A5 Париж — Шомон проходит через Труа и Шомон;
- Магистраль A26 Кале — Труа проходит через Реймс и Шалон-ан-Шампань (общий участок с магистралью A4) и переходит в магистраль A5 около Труа;
- Магистраль A34 Шарлевиль-Мезьер — Реймс. У окраин города ведётся строительство ответвления в направлении Рокруа и далее к границе с Бельгией.
- Магистраль A203 Шарлевиль-Мезьер — Седан. Эта бесплатная трасса является продолжением магистрали A34.

### Железнодорожный транспорт
Сеть железных дорог обслуживает преимущественно три направления:
- Париж — Страсбург, начиная с парижского Восточного вокзала, следуя вдоль долины Марны, через Эперне, Шалон-ан-Шампань и Витри-ле-Франсуа. С 10 июня 2007 года на этом направлении была открыта вторая линия — скоростная выделенная трасса LGV — маршрут которой поворачивает на север, а чтобы обслуживать пассажиров Реймса, был построен новый вокзал «Champagne-Ardenne» в коммуне Безанн, пригороде Реймса;
- Париж — Шарлевиль-Мезьер — Седан, где скоростные составы TGV обслуживают города Эперне, Реймс и Ретель;
- Париж — Базель проходит вдоль долины Сены, через Ромийи-сюр-Сен, Труа, Шомон и Лангр. Эта железнодорожная линия не электрифицирована вследствие политики экономии управляющей компании SNCF и в ближайшем будущем либо уступит своё место новой линии скоростных поездов TGV Париж-Дижон-Базель, либо будет электрифицирована;
- Лилль — Страсбург обслуживает Шарлевиль-Мезьер и Седан.

## Культура и туризм
- 291 туристическая гостиница официально зарегистрирована в регионе (8000 комнат)
- 152 минигостиницы по принципу B&B
- 19 музеев, 92 кинотеатра, 16 театров, 10 площадок для гольфа
- 650 километров водного пути и 8 водоёмов (в том числе крупнейшее в Европе искусственное озеро Лак дю Дер-Шантекок)

Туристов привлекает в регион главным образом насыщенное историческое прошлое Шампани, а также отменные виноградники и винные погреба (в том числе игристого шампанского). В регионе разработаны разнообразные туристические маршруты с акцентом на культурное наследие и на гастрономию: Труа с его старинными домами, Шалон-ан-Шампань с монастырём и рекой, Лангр с величественной крепостной стеной, Эперне с винными погребами, долины рек Марна и Маас, Седан и его крупнейший в Европе замок, Реймс со своим кафедральным собором, а также Коломбе-ле-Де-Эглиз с мемориалом в честь Шарля де Голля.
Любители природы посещают природный парк Монтань-де-Реймс, где в лесу «faux de Verzy» можно встретить самую большую популяцию бука редкой «извилистой» формы.
В городе Шарлевиль-Мезьер регулярно устраивается Всемирный фестиваль марионеточных театров.
- Укреплённый замок в городе Седан
- Музей Артюра Рембо в его родном Шарлевиль-Мезьер
- Апсиды кафедрального собора в Реймсе